# Mikael Birkkjær
Mikael Birkkjær, né le 14 septembre 1958 à Copenhague, est un acteur danois.

## Biographie
Mikael Birkkjær apparaît dans la série danoise The Killing dans le rôle d'Ulrik Strange, le collègue de Sarah Lund (Sofie Gråbøl). Il est également connu pour avoir tenu le rôle de Phillip Christensen, mari de Birgitte Nyborg, dans la série danoise Borgen, une femme au pouvoir.

## Filmographie

### Cinéma
- 2004 : Le Pire des adieux (Lad de små børn...) de Paprika Steen
- 2004 : Oh Happy Day
- 2005 : Springet
- 2008 : Sommer
- 2009 : Flugten

### Télévision
- 2009 : The Killing
- 2010 : Borgen, une femme au pouvoir
- 2018 : Stockholm Requiem
- 2018 : Bron/Broen (The Bridge) (série télévisée) : Jonas, policier danois (Saison 4)